# Kasseler

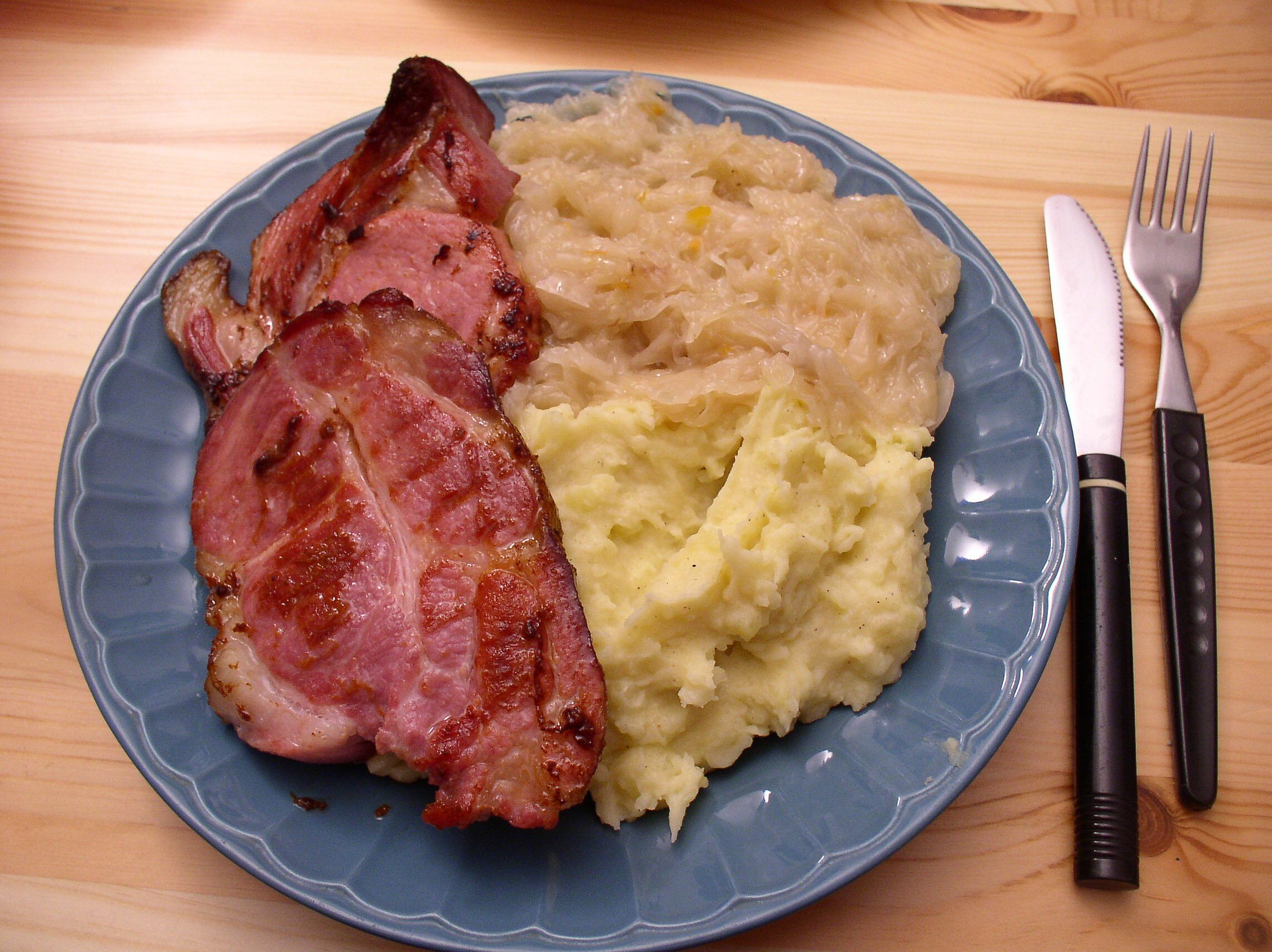
Kassler servido con chucrut y puré de patatas.

El Kasseler en la cocina alemana es un corte de carne de cerdo curado y ligeramente ahumado similar al jamón. Puede ahumarse en caliente o en frío. Los cuellos y los lomos de cerdo son los cortes más utilizados, aunque también se pueden utilizar costillas, paletas y pancetas. A menudo se sirve con chucrut y puré de patatas o con col rizada y patatas asadas.
Además de carne de cerdo, en algunas carnicerías también se puede conseguir pollo preparado al estilo "Kasseler".
No está claro de dónde proviene el nombre. A menudo se dice que el nombre deriva de un carnicero de Berlín llamado Cassel que preparaba el corte a finales del siglo XIX. Sin embargo, los registros de los habitantes de la ciudad muestran que en el siglo XIX no vivía en Berlín ningún carnicero llamado Cassel o Kassel. Asimismo, no es posible probar que Kasseler provenga de la ciudad alemana de Kassel.
En Suecia, el kassler generalmente consiste en lomo de cerdo ahumado en caliente que se come tal cual o ligeramente frito.
En Finlandia, el cuello de cerdo de  cualquier tipo se conoce como kassler.
En los Países Bajos, existe una versión fría cortada en rodajas finas para usar en sándwiches, conocida como "casselerrib", como una variedad con jamón.
En Dinamarca se come un plato similar, el hamburgerryg. En esta variante, la carne se hierve y suele servirse con un glaseado de miel y mostaza. En Noruega, el hamburgerrygg se ahuma, mientras que la variante sin ahumar se llama benfri svinekam. En Islandia, el hamborgarhryggur es una cena navideña tradicional.
También en Polonia se come un plato similar, el baleron.